# Монмор, Пьер Ремон де
Пьер Ремо́н де Монмо́р (фр. Pierre Rémond de Montmort; 27 октября 1678, Париж — 7 октября 1719, там же) — французский математик, член Лондонского королевского общества (1715), Французской академии наук (1716), внёсший вклад в становление теории вероятностей.

## Биография
Пьер Ремон (титул «де Монмор» он получил значительно позже) родился в Париже в дворянской семье. Отец — Франсуа Ремон (фр. François Rémond), мать — Маргерит Раллю (фр. Marguerite Rallu). Отец желал видеть сына юристом, и Пьер начал изучать правоведение, но затем поссорился с отцом и ушёл из дома. Под руководством Н. Мальбранша осваивал философию и картезианскую физику, но в итоге посвятил себя математике. 
После смерти отца получил большое наследство; в 1704 году купил замок Шато-де-Монмор и с этого времени носил имя «Пьер Ремон де Монмор». Вёл переписку со многими известными математиками своего времени: Лейбницем, Николаем I Бернулли, Муавром, Тейлором и другими; многие из них подолгу гостили у де Монмора в замке. 
В 1708 году опубликовал книгу «Опыт исследования азартных игр» (фр. Essay d'analyse sur les jeux de hazard), переизданную с дополнениями в 1713 году; эта книга содержала исследования вероятности выигрыша в азартных играх и по теории перечисления.
Умер от ветряной оспы, эпидемия которой в 1719 году прокатилась по Франции.

## Публикации

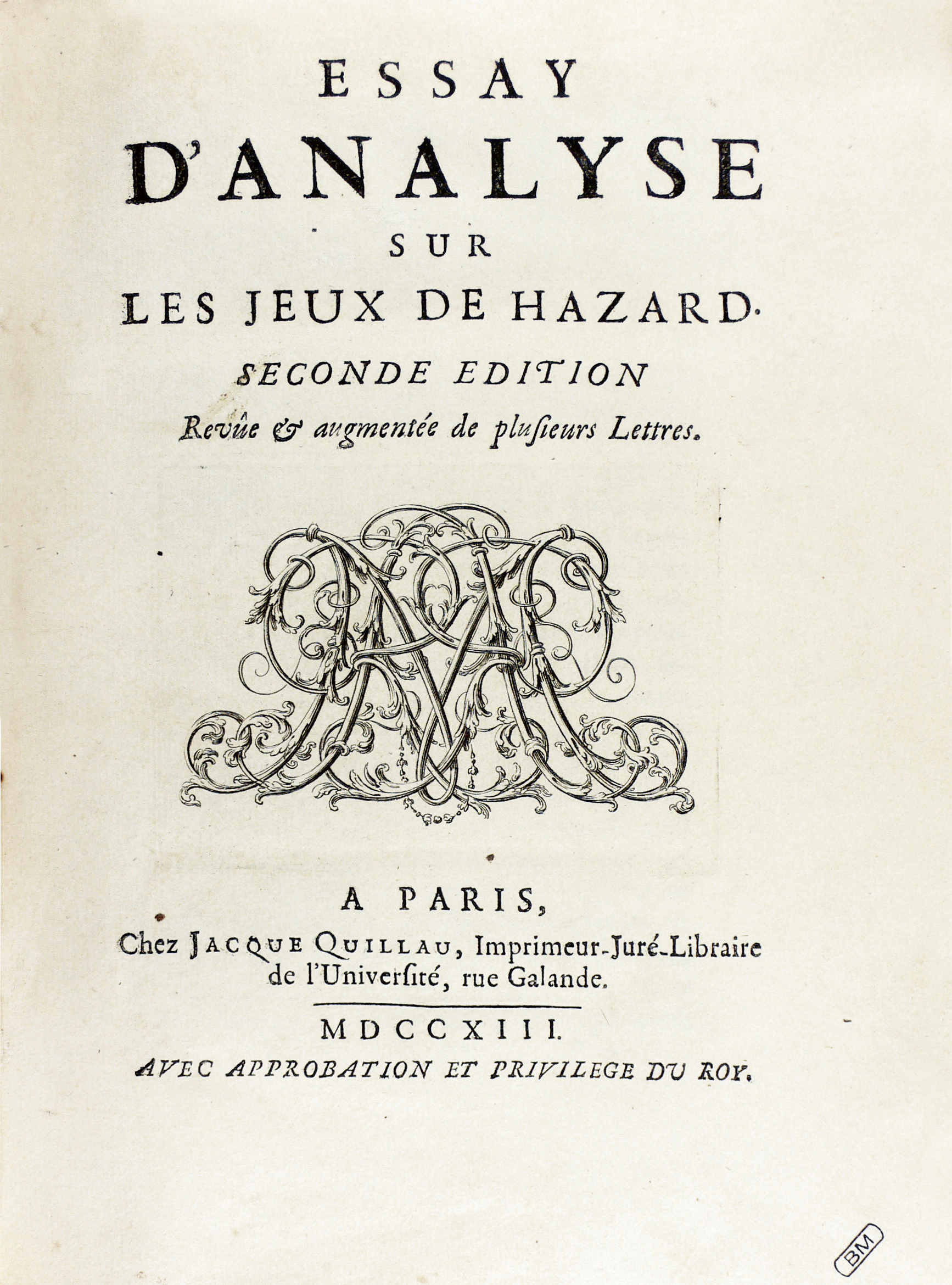
Essay d'analyse sur les jeux de hazard, 1713.

- de Montmort, P. R.  Essay d'analyse sur les jeux de hazard. — Paris: Jacque Quillau, 1708.
- de Montmort, P. R.  Essay d'analyse sur les jeux de hazard. Seconde Edition, Revue & augmentée de plusieurs Lettres. — Paris: Jacque Quillau, 1713.